# Кубок Білорусі з футболу 1993—1994
Кубок Білорусі з футболу 1993–1994 — 3-й розіграш кубкового футбольного турніру в Білорусі. Титул вдруге здобув Динамо (Мінськ).

## Календар
| Раунд        | Дата                   | Матчі | Клуби   |
| ------------ | ---------------------- | ----- | ------- |
| Перший раунд | 3 липня 1993           | 12    | 28 → 16 |
| 1/8 фіналу   | 7-8 липня 1993         | 8     | 16 → 8  |
| 1/4 фіналу   | 11 липня/8 серпня 1993 | 8     | 8 → 4   |
| 1/2 фіналу   | 6/28 жовтня 1993       | 4     | 4 → 2   |
| Фінал        | 24 червня 1994         | 1     | 2 → 1   |

## Перший раунд
| Команда 1                     | Рахунок      | Команда 2                  |
| ----------------------------- | ------------ | -------------------------- |
| 3 липня 1993                  |              |                            |
| Взуттєвик (Ліда) (2)          | 1:2 дч       | Динамо (Мінськ)            |
| Сантанас (Самохваловичі) (2)  | 0:4          | Дніпро (Могильов)          |
| Зоря (Язиль) (3)              | 0:9          | Динамо (Берестя)           |
| Комунальник (Пінськ) (2)      | 5:2          | Торпедо (Могильов)         |
| Колос-Будівельник (Вусце) (3) | 1:2          | Будівельник (Старі Дороги) |
| Полісся (Мозир) (2)           | 0:1          | Ведрич-97 (Річиця)         |
| Торпедо (Жодино) (2)          | 1:1 пен. 4:2 | Локомотив (Вітебськ)       |
| Зміна (Мінськ) (2)            | 1:3          | Фандок (Бобруйськ)         |
| Альбертін (Слонім) (2)        | 2:1          | Німан                      |
| Легмаш (Орша) (3)             | 1:3          | Торпедо (Мінськ)           |
| Атака-407 (Мінськ) (3)        | 1:3          | Шинник (Бобруйськ)         |
| Кардан-Флаєрс (3)             | 1:0          | Динамо-93 (Мінськ)         |

## 1/8 фіналу
| Команда 1                  | Рахунок | Команда 2                |
| -------------------------- | ------- | ------------------------ |
| 7-8 липня 1993             |         |                          |
| Гомсільмаш                 | 0:4     | Шахтар (Солігорськ)      |
| Динамо (Мінськ)            | 2:1     | Дніпро (Могильов)        |
| Динамо (Берестя)           | 3:1     | Комунальник (Пінськ) (2) |
| Будівельник (Старі Дороги) | 1:0     | Ведрич-97 (Річиця)       |
| Фандок (Бобруйськ)         | 3:2     | Торпедо (Жодино) (2)     |
| Торпедо (Мінськ)           | 3:1     | Альбертін (Слонім) (2)   |
| Шинник (Бобруйськ)         | 3:1     | Кардан-Флаєрс (3)        |
| КІМ (Вітебськ)             | 0:2     | Молодечно                |

## 1/4 фіналу
| Команда 1              | Заг. | Команда 2                  | 1-й матч | 2-й матч |
| ---------------------- | ---- | -------------------------- | -------- | -------- |
| 11 липня/8 серпня 1993 |      |                            |          |          |
| Молодечно              | 2:0  | Шахтар (Солігорськ)        | 1:0      | 1:0      |
| Динамо (Мінськ)        | 1:0  | Торпедо (Мінськ)           | 1:0      | 0:0      |
| Динамо (Берестя)       | 3:0  | Будівельник (Старі Дороги) | 2:0      | 1:0      |
| Фандок (Бобруйськ)     | 1:0  | Шинник (Бобруйськ)         | 0:0      | 1:0      |

## 1/2 фіналу
| Команда 1          | Заг. | Команда 2        | 1-й матч | 2-й матч |
| ------------------ | ---- | ---------------- | -------- | -------- |
| 6/28 жовтня 1993   |      |                  |          |          |
| Динамо (Мінськ)    | 6:0  | Динамо (Берестя) | 4:0      | 2:0      |
| Фандок (Бобруйськ) | 4:1  | Молодечно        | 3:0      | 1:1      |

## Фінал
| 24 червня 1994 |

| Динамо (Мінськ)                         | 3:1      | Фандок (Бобруйськ) |
| --------------------------------------- | -------- | ------------------ |
| Качуро 20' Шуканов 68' Барановський 90' | Протокол | Яромко 28'         |

| Стадіон «Динамо», Мінськ Глядачів: 3 000 Арбітр: Вадим Жук |